# هاري بيتس ثاير
هاري بيتس ثاير (بالإنجليزية: Harry Bates Thayer)‏ هو شخصية أعمال أمريكي، ولد في 1858 في نورثفيلد في الولايات المتحدة، وتوفي في 1936.